# Mangaia
Mangaia je ostrov v jižní části Tichého oceánu, který patří k novozélandskému samosprávnému území Cookovy ostrovy a je spravován ostrovní radou. Leží 200 km jihovýchodně od hlavního města Avarua a je nejjižnějším obydleným ostrovem v zemi. Má rozlohu 51,8 km² (druhý největší z Cookových ostrovů) a žije na něm okolo pěti set obyvatel soustředěných ve třech vesnicích, z nichž největší je Oneroa. Ostrov je tradičně rozdělen na šest okresů: Tamarua, Veitatei, Keia, Tavaenga, Karanga a Ivirua.
Ostrov Mangaia je sopečného původu a vyčnívá 4750 metrů nad mořské dno. Vznikl asi před osmnácti milióny lety, je proto označován za nejstarší v Oceánii. V neobydleném vnitrozemí se nachází nejvyšší vrchol Rangimotia (169 m n. m.) i četné jeskyně, bažiny a sladkovodní jezera, z nichž největší je Tiriara. Pobřeží je obklopeno korálovými útesy. Pěstuje se kokosovník ořechoplodý, kolokázie jedlá, morinda barvířská, ananasovník chocholatý a kávovník. Tradičním místním řemeslem je výroba náhrdelníků z ulit plžů pupu. Endemickým obyvatelem ostrova je ledňáček mangaiaský, chřástalové Porzana rua a Gallirallus ripleyi byli vyhubeni po příchodu prvních osadníků.
Původně byl ostrov znám jako A'ua'u Enua (Terasový ostrov), název Mangaia (Světská vláda) získal po uzavření míru mezi místními kmeny. Jako první Evropan zde přistál v březnu 1777 James Cook. Obyvatele obrátil na křesťanství John Williams a v roce 1888 přijali britský protektorát. Místní vládce Numangatini Tione Ariki podnikl cestu do Londýna, kde se setkal s královnou Viktorií. Domorodci jsou známi mimořádně liberálním přístupem k sexu, k němuž patří povzbuzování mládeže k předmanželským stykům.